# 北野廃寺
北野廃寺（きたのはいじ）は、現在の京都府京都市北区北野紅梅町及び北野白梅町にあった寺院跡。単一の寺名が明確に比定しがたいため、北野廃寺と称されている。

## 概要
昭和11年（1936年）、西大路通とその上を走る京都市電の建設工事中に発見された。
戦後の昭和33年（1958年）、その近くにある京福電鉄北野白梅町駅の改築工事に飛鳥時代の丸瓦などが発見され、以降十数回もの発掘調査が行われた。その結果、東西約220メートル・南北約280メートルに及ぶ広大な敷地を持つ寺院跡であることが確認され、古墳時代から平安時代にかけての多くの建築物の跡地及び遺物が発見された。
また、出土した瓦から古墳時代～飛鳥時代、奈良時代前期、同時代後期、平安時代前期に大規模な造営が行われたと推定されている。

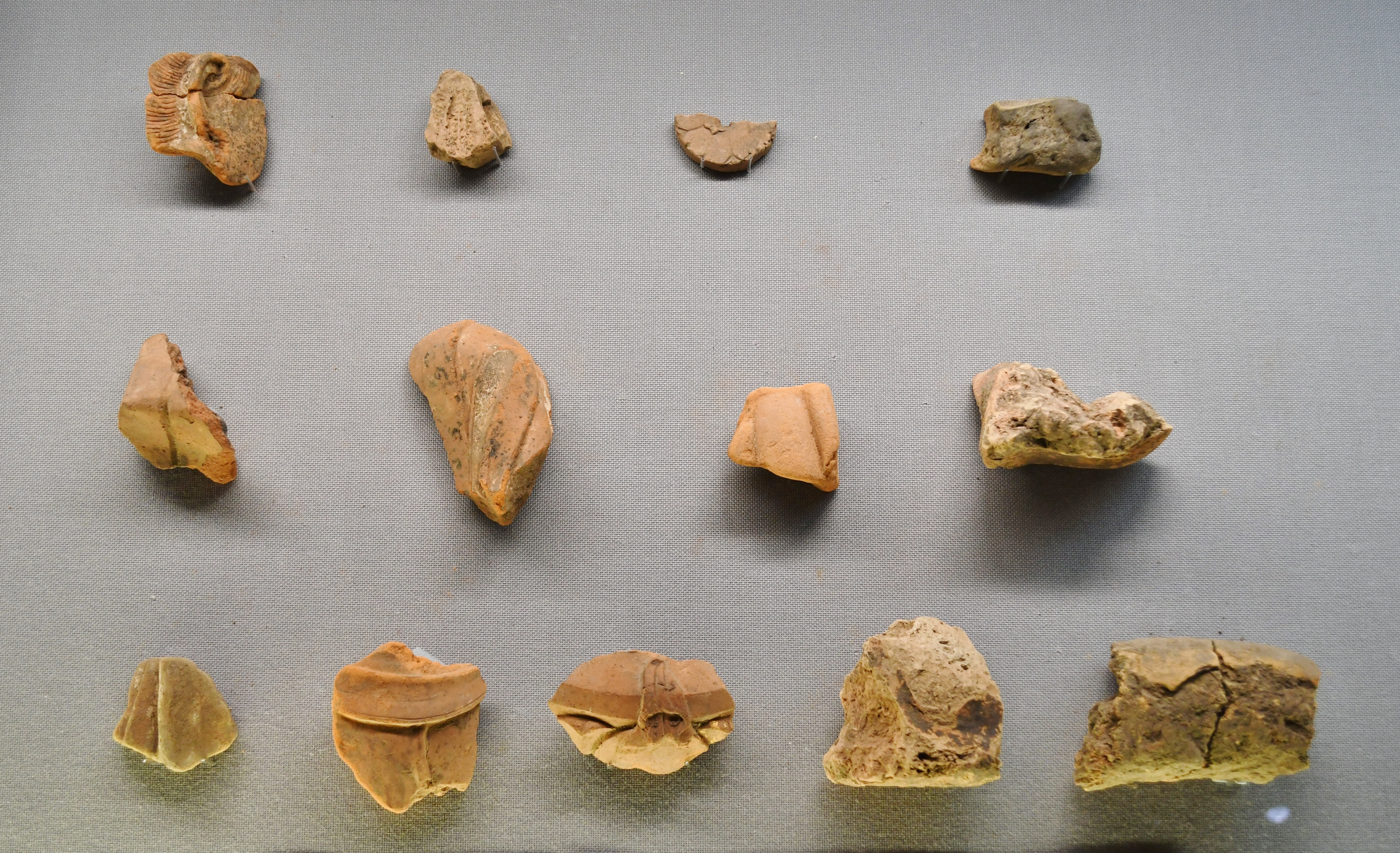
塑像残片 東京国立博物館展示。
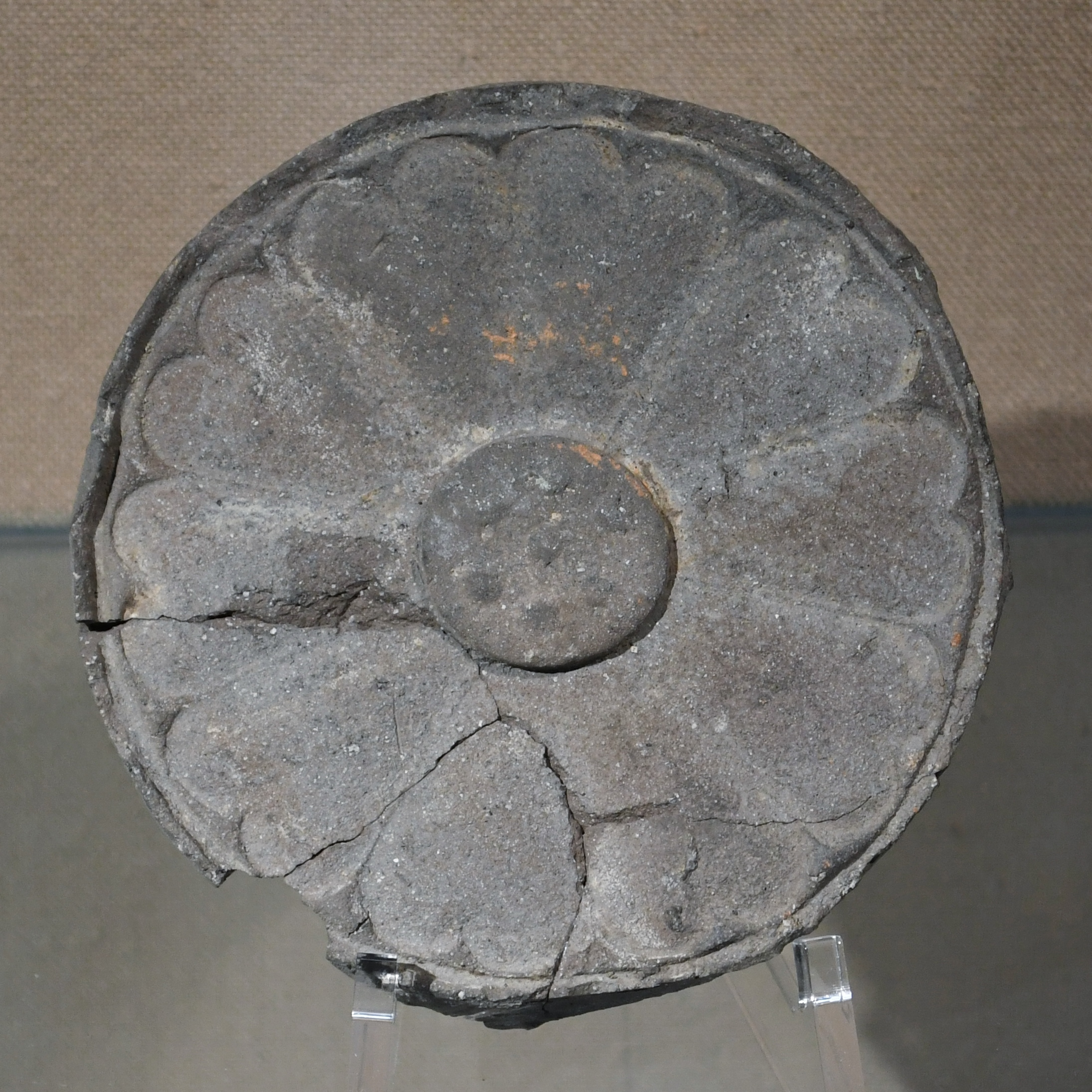
軒丸瓦 京都市考古資料館展示。

## 研究
この寺院について、現在の広隆寺の前身である「蜂丘寺」とする説がある。承和5年（838年）に作成された『広隆寺縁起』によれば、推古天皇11年（603年）に秦河勝が上宮王（聖徳太子）から仏像を下されてこの地に祀ったと伝えられている。以降、秦氏ゆかりの寺院として栄えていたが、後に寺地が狭いことを理由に現在地に移転して広隆寺になったと伝えている。なお、廃寺の遺物に平安時代初期と推定される「鵤室」と書かれた彩釉陶器が発見されている。これは、鵤は聖徳太子の本拠地である斑鳩の別表記であることから、聖徳太子との所縁を推測されるとしている。
これに対して、平安時代の国史に登場する常住寺もしくは野寺と呼ばれる官寺であったとする説もある。元は桓武天皇の御願寺として創建されたと伝えられ、延暦15年（794年）には七大寺と共に新銭の寄進を受けている。その後、天安2年（858年）に西南別院が火災で焼失し、元慶8年（884年）には落雷による大火で五重塔・金堂・講堂・鐘楼・経蔵・歩廊・中門などを失った。その後も、『延喜式』（大膳職式）にもその名が記載され、天慶元年（938年）には地震を鎮めるために仁王経の読経が命じられるなど平安時代中期の記録にも登場するが、その後は不明である。昭和59年（1984年）には廃寺跡から「野寺」と書かれた墨書土器が発見されている。
広隆寺の移転について、古くは大正時代に喜田貞吉が飛鳥時代後期とする説を唱えていたが、北野廃寺の遺構が発見される前の説であることに注意を要する。これに対して、広隆寺の移転は自主的なものではなく、平安京遷都に伴う朝廷の命令であるとする説も存在する。西本昌弘は平安京と共に建設が進められていた東寺と西寺の完成が予定より大幅に遅れたために朝廷の仏事に支障を来たしており、平安京の地域内に存在した唯一の既存寺院である蜂丘寺を接収して、官寺として改修・再整備したのが常住寺（野寺）であったとしている。